# Уэлш, Мэттью
Мэ́ттью Дже́ймс (Мэтт) Уэ́лш (англ. Matthew James Welsh; род. 18 ноября 1976, Мельбурн) — австралийский пловец, трёхкратный призёр Олимпийских игр 2000 года, многократный чемпион мира, четырёхкратный чемпион игр Содружества.

## Спортивная карьера
Профессионально заниматься плаванием Уэлш начал лишь в 18 лет. А уже спустя 4 года на чемпионате мира в австралийском Перте стал обладателем золота в комплексной эстафете 4×100 метров. Через год на чемпионате мира в 25-метровом бассейне Уэлш стал обладателем трёх наград мирового первенства.
В 2000 году состоялся дебют Мэттью на Олимпийских играх. Австралиец был заявлен на трёх дистанциях. И все три оказались успешными. В плавании на спине Уэлшу удалось завоевать серебро на дистанции 100 метров и бронзу на 200-метровке. Ещё одна серебряная медаль была добыта в эстафете 4×100 метров комплексным плаванием.
В 2003 году на чемпионате мира в Барселоне Уэлш стал обладателем золотой медали на дистанции 50 метров баттерфляем, при этом установив ещё и мировой рекорд (23,43 с.). В финал австралиец пробился только с восьмым результатом и поэтому плыл по неудобной крайней дорожке. По словам самого Уэлша он решил плыть эту дистанцию, чтобы лучше подготовиться к своей коронной дистанции 50 метров в плавании на спине.
В 2004 году Уэлш принял участие во вторых в своей карьере Олимпийских играх. Мэттью стартовал на тех же дистанциях, что и на предыдущих играх, но на этот раз результаты оказались намного скромнее. На дистанции 100 метров на спине Уэлш занял 5 место, а на 200-метровке неожиданно не смог даже пробиться в полуфинал, заняв 19 место. В эстафете 4×100 метров комплексным плаванием австралийская сборная в предварительном раунде показала девятое время и не смогла отобраться в финал соревнований.
В марте 2008 года Мэттью Уэлш решил завершить свою спортивную карьеру. Причиной такого решения послужило неудачное выступление на национальном чемпионате по плаванию, где Уэлш занял только третье место на дистанции 100 метров на спине.